# Kecamatan Tarakan Tengah
Kecamatan Tarakan Tengah (indonesiska: Tarakan Tengah) är ett distrikt i Indonesien.   Det ligger i provinsen Kalimantan Utara, i den norra delen av landet, 1 600 km nordost om huvudstaden Jakarta. Kecamatan Tarakan Tengah ligger på ön Pulau Tarakan.